# 배터시 화력발전소

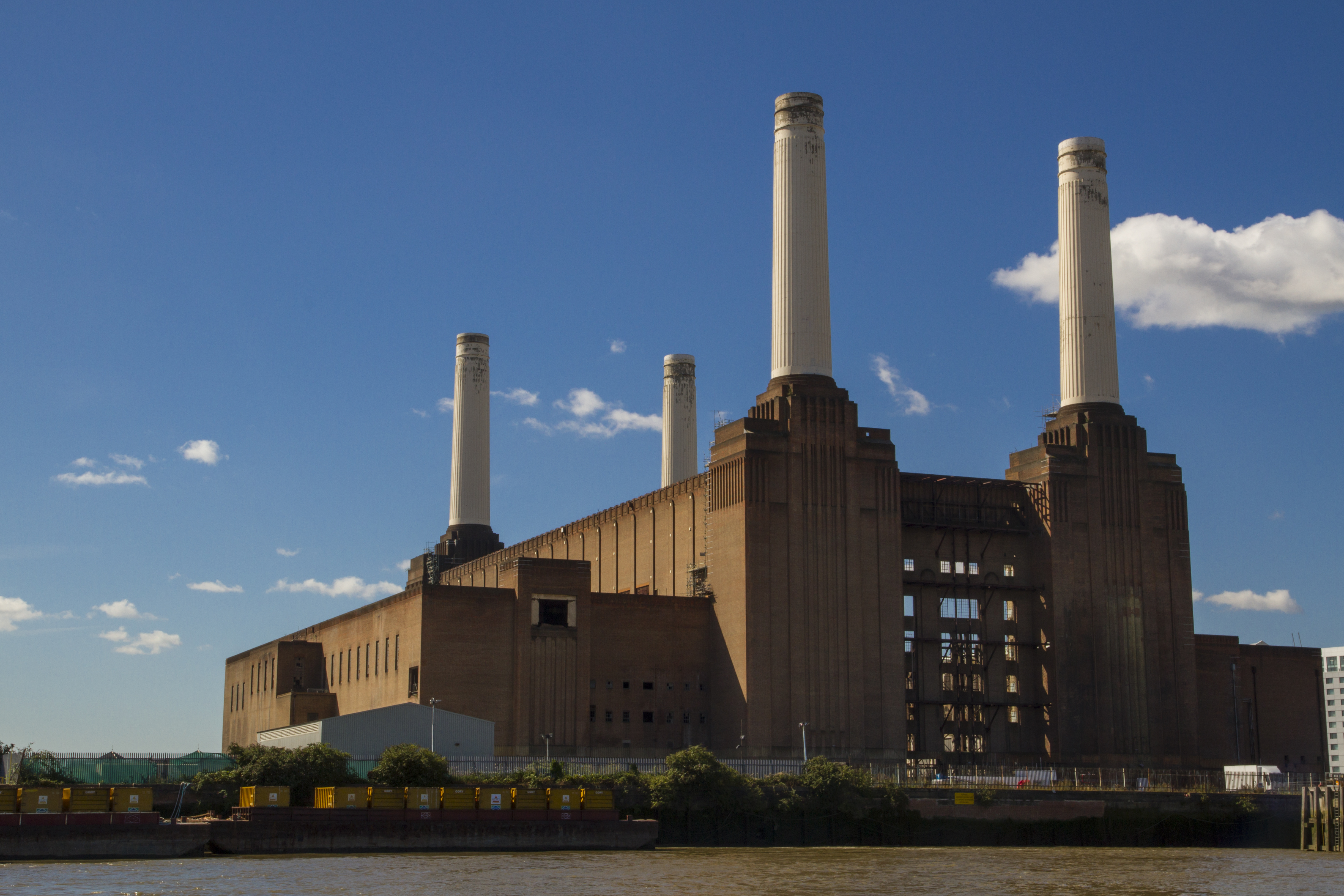
배터시 화력발전소 (2012년)

배터시 화력발전소 (Battersea Power Station)는 영국 런던 원즈워스구 나인엠스의 템스강변 남안에 위치한 옛 석탄 화력발전소이다. 레오너드 피어스의 계획에 따라 런던 파워 컴퍼니 (LPC)가 건설하였으며, 설계는 J. 테오 할리데이와 길스 길버트 스콧이 맡았다. 완공 당시 세계에서 가장 큰 벽돌식 건물이었으며 아르데코 양식의 내부공간과 장식으로 유명하다.
배터시 화력발전소는 두 개의 발전소가 따로 건설되어 하나의 건물로 묶여 있는 형태다. 서쪽의 A발전소는 1929부터 1935년까지, B발전소는 1937년부터 1941년까지 지어지다가 제2차 세계 대전으로 인해 공사가 잠시 중단되고, 1955년에 모든 공사가 마무리되었다. 오늘날 거대한 굴뚝 4개로 이뤄진 발전소의 모습은 A발전소가 아닌 B발전소가 지어지면서 만들어진 모습에 가깝다.
완공 후 20년간 운영되다가 1975년 A발전소의 가동을 멈췄고, 1980년에는 발전소 전체가 등록문화재 2급으로 지정되었다. 그로부터 3년 뒤 1983년에는 B발전소도 가동을 멈췄고, 2007년에는 문화재 등급이 2*급으로 격상되었다. 2014년까지만 해도 내부가 텅 비어 폐허에 가깝게 방치되어 있었는데, 그동안 발전소 건물을 리모델링 후 활용하기 위한 여러 방안이 제시되었으나 단 하나도 실현되지 못했다. 그러던 2012년 관리감독을 맡은 언스트 앤 영이 말레이시아의 SP 세티아와 사임 다비와 독점계약을 맺고 발전소 부지를 253실 규모의 거주구역, 식당, 바, 사무공간 (애플사 외 18개 회사 입주), 쇼핑공간, 엔터테인먼트 공간으로 개발하기로 했다. 2021년 현재 발전소 건물과 부지는 말레이시아 업체 컨소시엄이 소유하고 있는 상태다.

## 같이 보기
- 테이트 모던